# Kung Nan av Zhou
Kung Nan (周赧王; Zhōu Nǎn Wáng), död 256 f.Kr., var din sista kungen över den kinesiska Zhoudynastin. Kung Nan regerade riket från 314 f.Kr. fram till dynastins fall 256 f.Kr. Hans personnamn var Ji Yan (姬延).
Kung Nan var barnbarn till Kung Xian och efterträdde 314 f.Kr. Kung Shenjing som kung över Zhoudynastin. Samma år flyttade Kung Nan huvudstaden från Chengzhou till närbelägna Wangcheng (dagens Luoyang).
Under slutet av epoken De stridande staterna blev feodalstaten Qin starkare och starkare. Kung Nan ingick i en allians mot Qin, men blev tillfångatagen 256 f.Kr. i Wangcheng. och avled samma år. Efter kungens död var Zhoudynastin upplöst och efter Qins föreningskrig kunde Qin 221 f.Kr. etablera Qindynastin.